# Le rose inglesi - Troppo bello per essere vero
Le rose inglesi - Troppo bello per essere vero è il sesto libro per bambini scritto dalla cantante pop Madonna uscito nel 2007.
Il libro, illustrato da Stacy Peterson, è il seguito del bestseller internazionale Le rose inglesi pubblicato nel 2003.
Anche in questo episodio de Le Rose Inglesi, come nel precedente, Madonna si ispira alla figlia Lourdes per la stesura della storia ed infatti in questo episodio le cinque protagoniste sono adolescenti, così come lo è Lourdes nella realtà.

## Trama
In questo libro sono nuovamente presenti le cinque amiche Nicole, Amy, Charlotte, Grace e Binah, che vivono in simbiosi la loro vita scolastica, fra compiti, sport e occasioni per stare insieme. La loro amicizia però subisce un duro colpo con l'arrivo di un nuovo compagno di classe, del quale tutte e cinque si innamorano contemporaneamente, contendendosi le sue attenzioni sperando di poter andare insieme a lui al gran ballo d'autunno. Le sue attenzioni sono però rivolte verso Binah, e questo provoca l'invidia e la gelosia delle altre quattro. Durante il ballo però capiscono il vero valore dell'amicizia sconfiggendo così l'invidia.

## Edizioni
- Madonna, Le rose inglesi - Troppo bello per essere vero, rilegata ed., De Agostini, 2007,  p. 60.